# Kościół Świętej Trójcy w Kołbieli
Kościół Świętej Trójcy w Kołbieli – rzymskokatolicki kościół parafialny należący do dekanatu mińskiego-św. Antoniego diecezji warszawsko-praskiej.

## Historia
Obecna budowla murowana i pokryta miedzianą blachą została wzniesiona w stylu neogotyckim według projektu architekta Józefa Piusa Dziekońskiego w latach 1895-1901 dzięki staraniom księdza proboszcza Józefa Wasilewskiego. Konsekrował ją w 1903 roku biskup pomocniczy warszawski, Kazimierz Ruszkiewicz.

## Architektura i wyposażenie

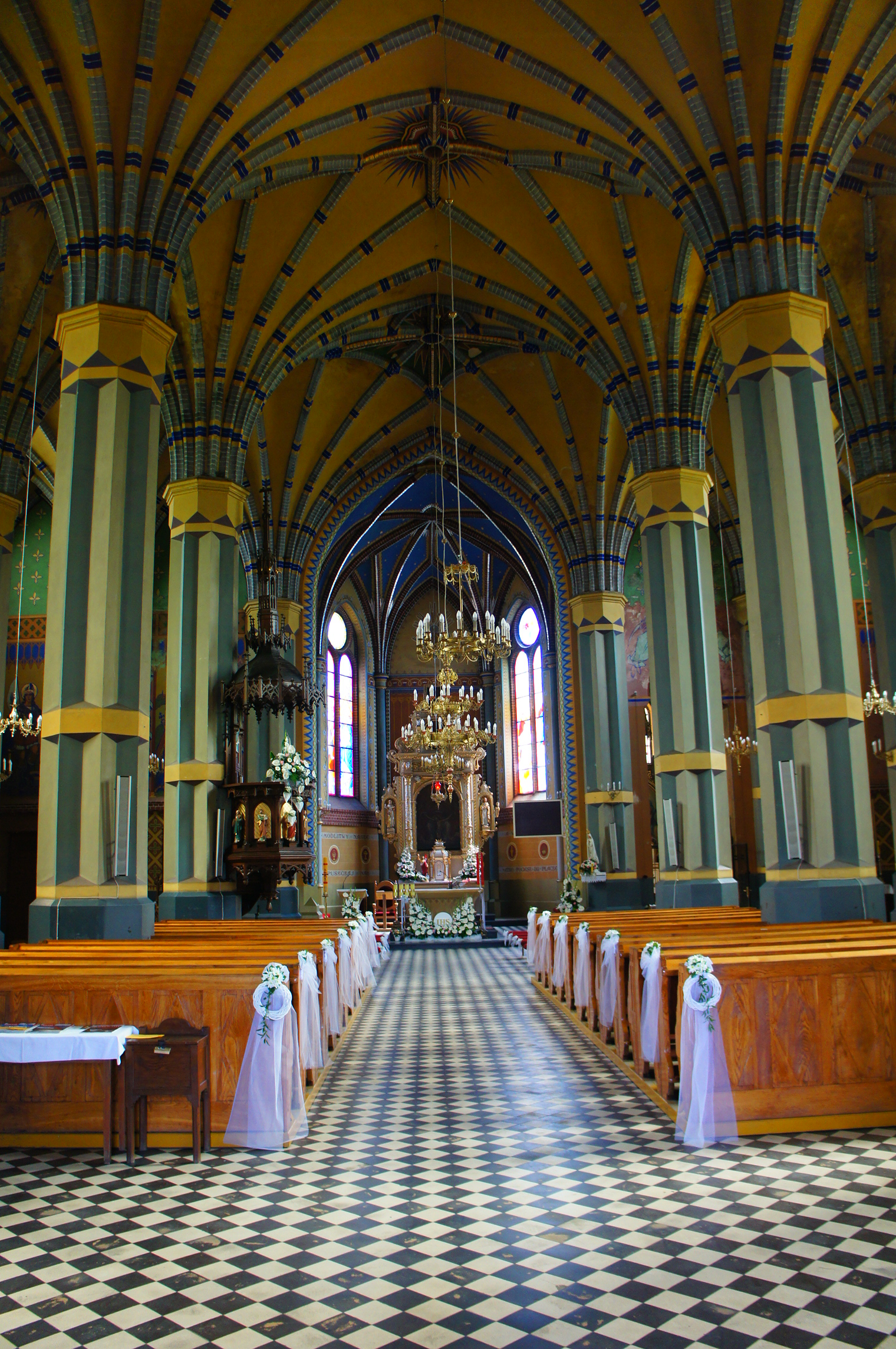
Wnętrtze świątyni

Kościół posiada kształt krzyża. Charakteryzuje się wieżą o wysokości 50 metrów. Wnętrze jest podzielone sześcioma filarami na trzy nawy. Wieża pełni funkcję dzwonnicy, w której zawieszone są trzy dzwony o imionach Józef, Maryja i Antoni-Franciszek-Wojciech. Manierystyczny ołtarz główny św. Trójcy pochodzi z XVII wieku i posiada obrazy namalowane w tym okresie: Trójcy Świętej, Koronacji Najświętszej Maryi Panny, Ukrzyżowania Chrystusa, a także fundatorów kościoła na tle Jerozolimy. Jeden z ołtarzy bocznych został wykonany z drewna w stylu klasycystycznym, jest poświęcony św. Józefowi i pochodzi z XIX wieku. Drugi z ołtarzy bocznych jest poświęcony Miłosierdziu Bożemu i pochodzi z 2001 roku, posiada obraz namalowany przez Izabelę Malec, artystkę z warszawskiego Wawra. Poza tymi ołtarzami kościół posiada także trzy małe ołtarzyki poświęcone: Matce Bożej Nieustającej Pomocy, św. Janowi Pawłowi II i św. Antoniemu. Do wyposażenia świątyni należą także: rokokowa złocona chrzcielnica pochodząca z XVIII wieku ozdobiona figurą Św. Jana Chrzciciela, neogotycka ambona z posągami Ewangelistów, cztery konfesjonały neogotyckie, ołtarz soborowy i ambonka, monstrancja pochodząca z XVI wieku.